# سیارک ۹۴۸

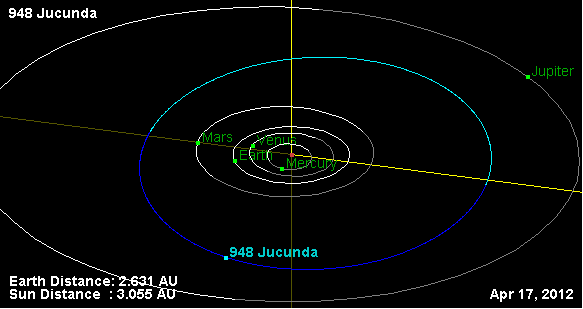
نمایی از محل قرارگیری سیارک ۹۴۸ در مدار – ۲۰۱۲

سیارک ۹۴۸ (به انگلیسی: 948 Jucunda، نامگذاری:1921JE) نهصد و چهل و هشتمین سیارک کشف شده‌است که در ۳ مارس ۱۹۲۱ و در هایدلبرگ کشف شد.
قدر مطلق سیارک برابر ۱۱٫۳۰ است.